# Centre d'interprétation du volcanisme littoral
Le Centre d'interprétation du volcanisme littoral est un espace muséal en cours d'aménagement à Sainte-Rose, sur l'île de La Réunion. Il sera installé au premier étage de la médiathèque de Sainte-Rose, rebaptisée l'ECLAT (Espace Citoyen du Livre et des Arts pour Tous). Consacré à la volcanologie littorale, il est amené à ouvrir au public en 2020.